# Phrynonax sexcarinatus
Phrynonax sexcarinatus — вид змій родини полозових (Colubridae). Мешкає в Південній Америці.

## Поширення і екологія
Phrynonax sexcarinatus мешкають в Бразилії, Болівії, Перу, Еквадорі, Колумбії, Венесуелі, Гаяні, Суринамі, Французькій Гвіані та на Тринідаді і Тобаго. Вони живуть у вологих рівнинних тропічних лісах, на плантаціях і в садах, на висоті до 800 м над рівнем моря. Ведуть денний, деревний і наземний спосіб життя. Живляться пташиними яйцями, пташенятами, ящірками і гризунами.